# Eta (črka)
Éta (grško: starogrško ήτα; velika črka: Η, mala črka: η) je sedma črka grške abecede in ima številčno vrednost 8. Grka črka eta izvira iz feničanske črke het (). Iz grške črke eta izvirata latinična črka H in cirilična črka И.
V klasični grščini se je črka eta izgovarjala kot e. Čisto v začetku je črka eta (enako kot fen
čanska črka het) pomenila tudi glas h - to je razlog zakaj se je tudi v latinici uveljavila takšna izgovorjava črke H. 
Izgovorjava črke eta se je pozneje zožila v i. V moderni grščini se Η vedno izgovarja kot i in se imenuje ita. Tudi cirilična črka И, ki je nastala iz Η tako, da se je vodoravna črtica postopoma  spremenila v poševno, se izgovarja kot i.

## Pomeni
- v astronomiji je η oznaka za sedmo zvezdo v ozvezdju, npr.: η Carinae
- Η ali η je lahko simbol za izkoristek (tudi ε)
- Η je simbol za entalpijo
- v fiziki je η oznaka za viskoznost (včasih tudi μ)
- v fiziki delcev je η oznaka za mezon eta
- v matematiki je η lahko Dirichletova eta funkcija, Dedekindova eta funkcija ali Weierstrassova eta funkcija

### Unicode
|                | Velika črka Η         | mala črka η         |
| -------------- | --------------------- | ------------------- |
| Unicode UTF-16 | U+0397                | U+03B7              |
| Ime Unicode    | Velika grška črka eta | Mala grška črka eta |
| Koda HTML      | &#919;                | &#951;              |
| Enota HTML     | &Eta;                 | &eta;               |